# Elecciones municipales de Maynas de 1989
Las elecciones municipales de Maynas de 1989 se llevaron a cabo el 12 de noviembre de 1989 para elegir al alcalde y al Concejo Provincial de Maynas para el periodo 1990-1992. La elección se celebró simultáneamente con elecciones municipales en todo el país.

## Sistema electoral
La Municipalidad Provincial de Maynas es el órgano administrativo y de gobierno de la provincia de Maynas. Está compuesta por el alcalde y el Concejo Provincial.
La votación del alcalde y el concejo se realiza en base al sufragio universal, que comprende a todos los ciudadanos nacionales mayores de dieciocho años, empadronados y residentes en la provincia de Maynas y en pleno goce de sus derechos políticos, así como a los ciudadanos no nacionales residentes y empadronados en la provincia de Maynas.
El Concejo Provincial de Maynas está compuesto por 19 regidores elegidos por sufragio directo para un período de tres (3) años, en forma conjunta con la elección del alcalde (quien lo preside). La votación es por lista cerrada y bloqueada. Se asigna a la lista ganadora los escaños según el método d'Hondt o la mitad más uno, lo que más le favorezca.

## Composición del Concejo Provincial de Maynas
La siguiente tabla muestra la composición del Concejo Provincial de Maynas antes de las elecciones.
| Partidos | Partidos                                                | Regidores |
| -------- | ------------------------------------------------------- | --------- |
|          | Partido Aprista Peruano                                 | 11        |
|          | Lista Independiente N° 9 Voluntad General Amazónica     | 4         |
|          | Lista Independiente N° 5 Movimiento Regionalista Loreto | 2         |
|          | Izquierda Unida                                         | 1         |
|          | Partido Socialista de los Trabajadores                  | 1         |

## Partidos y candidatos
A continuación se muestra una lista de los principales partidos y alianzas electorales que participaron en las elecciones:
| Candidatura | Candidatura | Partidos y alianzas | Candidatos | Candidatos               | Ideología                                                        | Resultado previo | Resultado previo | Ref. |
| Candidatura | Candidatura | Partidos y alianzas | Candidatos | Candidatos               | Ideología                                                        | Votos (%)        | Reg.             | Ref. |
| ----------- | ----------- | --- | ---------- | ------------------------ | ---------------------------------------------------------------- | ---------------- | ---------------- | ---- |
|             | APRA        | Lista - Partido Aprista Peruano (APRA) |            | José Valera Suárez       | Aprismo                                                          | 38.65%           | 11               |      |
|             | IU          | Lista - Izquierda Unida (IU) – Unión de Izquierda Revolucionaria (UNIR) – Partido Unificado Mariateguista (PUM) – Partido Comunista Peruano (PCP) – Frente Obrero Campesino Estudiantil y Popular (FOCEP) |            | José Díaz Heredia        | Marxismo-leninismo Mariateguismo Socialismo democrático          | 11.27%           | 1                |      |
|             | ASI         | Lista - Acuerdo Socialista de Izquierda (ASI) – Partido Socialista Revolucionario (PSR) – Partido Comunista Revolucionario (PCR) – Movimiento Socialista Peruano (MSP)                                    |            | Félix Wong Ramírez       | Mariateguismo Socialismo democrático                             | 11.27%           | 1                |      |
|             | FREDEMO     | Lista - Frente Democrático (FREDEMO) – Acción Popular (AP) – Movimiento Libertad (Libertad) – Partido Popular Cristiano (PPC)                                                                             |            | Silfo Alván del Castillo | Liberalismo económico Humanismo cristiano Conservadurismo social | 3.74%            | 0                |      |
|             | FNTC        | Lista - Frente Nacional de Trabajadores y Campesinos (FNTC) |            | Wigberto Monge Floret    | Nacionalismo de izquierda Tahuantinsuyismo                       | 0.68%            | 0                |      |
|             | DC          | Lista - Democracia Cristiana (DC) |            | Julio Vela Suero         | Democracia cristiana                                             | Nuevo            | Nuevo            |      |
|             | IND         | Lista - Lista Independiente N° 3 Frente Cívico Independiente de Punchana |            | Simón Cáceres Sandoval   | Localismo mayneño                                                | Nuevo            | Nuevo            |      |
|             | IND         | Lista - Lista Independiente N° 5 Unión Regionalista Independiente |            | Fernando Vargas Fanchini | Localismo mayneño                                                | Nuevo            | Nuevo            |      |
|             | IND         | Lista - Lista Independiente N° 7 Movimiento Regionalista Loreto |            | Roger Lozano Lozán       | Localismo mayneño                                                | Nuevo            | Nuevo            |      |
|             | IND         | Lista - Lista Independiente N° 9 Frente de Unidad Popular Amazónica |            | Luis Menéndez Rojas      | Localismo mayneño                                                | Nuevo            | Nuevo            |      |

## Resultados

### Sumario general
| |                                                                  |              |              |              |           |           |
| Partidos y coaliciones                                                                                      | Partidos y coaliciones                                           | Voto popular | Voto popular | Voto popular | Regidores | Regidores |
| Partidos y coaliciones                                                                                      | Partidos y coaliciones                                           | Votos        | %            | +/−          | Total     | +/−       |
| | Frente Democrático (FREDEMO)1                                    | 46,488       | 56.76        | +53.02       | 13        | +13       |
| | Partido Aprista Peruano (APRA)                                   | 17,530       | 21.40        | –17.25       | 4         | –7        |
| | Lista Independiente N° 7 Movimiento Regionalista Loreto          | 6,968        | 8.51         | n/a          | 1         | +1        |
| | Izquierda Unida                                                  | 6,263        | 7.65         | –3.62        | 1         | ±0        |
| | Frente Nacional de Trabajadores y Campesinos (FNTC)              | 1,829        | 2.23         | +1.55        | 0         | ±0        |
| | Acuerdo Socialista de Izquierda (ASI)                            | 1,071        | 1.31         | Nuevo        | 0         | ±0        |
| | Democracia Cristiana (DC)                                        | 976          | 1.19         | Nuevo        | 0         | ±0        |
| | Lista Independiente N° 9 Frente de Unidad Popular Amazónica      | 331          | 0.40         | n/a          | 0         | ±0        |
| | Lista Independiente N° 5 Unión Regionalista Independiente        | 229          | 0.28         | n/a          | 0         | ±0        |
| | Lista Independiente N° 3 Frente Cívico Independiente de Punchana | 216          | 0.26         | n/a          | 0         | ±0        |
| |                                                                  |              |              |              |           |           |
| Total | Total                                                            | 81,901       |              |              | 19        | ±0        |
| |                                                                  |              |              |              |           |           |
| Votos válidos                                                                                               | Votos válidos                                                    | 81,901       | 81.87        | –6.47        |           |           |
| Votos en blanco                                                                                             | Votos en blanco                                                  | 4,122        | 4.12         | +2.62        |           |           |
| Votos nulos                                                                                                 | Votos nulos                                                      | 14,011       | 14.01        | +3.85        |           |           |
| Votos emitidos                                                                                              | Votos emitidos                                                   | 100,034      | 73.32        | –6.80        |           |           |
| Abstenciones                                                                                                | Abstenciones                                                     | 36,406       | 26.68        | +6.80        |           |           |
| Votantes registrados                                                                                        | Votantes registrados                                             | 136,440      |              |              |           |           |
| |                                                                  |              |              |              |           |           |
| Fuente: |                                                                  |              |              |              |           |           |
| Notas al pie: 1 Comparado con los resultados del Partido Popular Cristiano (PPC) en las elecciones de 1986. |                                                                  |              |              |              |           |           |
| Notas al pie:                                                                                               |                                                                  |              |              |              |           |           |
| 1 Comparado con los resultados del Partido Popular Cristiano (PPC) en las elecciones de 1986.               |                                                                  |              |              |              |           |           |

## Elecciones municipales distritales

### Resultados por distrito
La siguiente tabla enumera el control de los distritos de la provincia de Maynas. El cambio de mando de una organización política se resalta del color de ese partido.
| Distrito       | Alcalde(sa) titular                                           | Partido político                                              | Partido político                                              | Alcalde(sa) electo(a)      | Partido político | Partido político               |
| -------------- | ------------------------------------------------------------- | ------------------------------------------------------------- | ------------------------------------------------------------- | -------------------------- | ---------------- | ------------------------------ |
| Alto Nanay     | Sócrates Yactayo Ruiz                                         |                                                               | Partido Aprista Peruano                                       | Carlos Ushiñahua Chávez    |                  | Partido Aprista Peruano        |
| Fernando Lores | Ernesto Mudarra Córdova                                       |                                                               | Partido Aprista Peruano                                       | Florencio Romero Gonzales  |                  | Frente Democrático             |
| Indiana        | Segundo Sangama Pacaya                                        |                                                               | Partido Aprista Peruano                                       | Elisbán Ochoa Sosa         |                  | Izquierda Unida                |
| Las Amazonas   | Luis Yoplack Pinedo                                           |                                                               | Izquierda Unida                                               | Ruperto Mendoza Coquinche  |                  | Frente Democrático             |
| Mazán          | Estanislao Cardozo Vela                                       |                                                               | Partido Aprista Peruano                                       | Oswaldo Amaral Vásquez     |                  | Frente Democrático             |
| Napo           | Florencio Rosales Anaconda                                    |                                                               | Partido Aprista Peruano                                       | Miguel Rodríguez Figueroa  |                  | Frente Democrático             |
| Punchana       | Creación del distrito (Ley N° 24765, 16 de diciembre de 1987) | Creación del distrito (Ley N° 24765, 16 de diciembre de 1987) | Creación del distrito (Ley N° 24765, 16 de diciembre de 1987) | Arquímedes Santillán Gómez |                  | Frente Democrático             |
| Putumayo       | Rolber Nuima Chota                                            |                                                               | Partido Aprista Peruano                                       | Juan Pacaya Magallanes     |                  | Movimiento Regionalista Loreto |
| Torres Causana | Wilson Guerrero Machado                                       |                                                               | Partido Aprista Peruano                                       | Eleodoro Jipa Mamallacta   |                  | Comunidades Nativas Alto Napo  |
| Yaquerana      | Milton Arriaga del Águila                                     |                                                               | Partido Aprista Peruano                                       | Juan Chávez Mozombite      |                  | Frente Democrático             |